# Рингсенд
Рингсенд (англ. Ringsend; ирл. An Rinn) — городской район южного Дублина в Ирландии, находится в административном графстве Дублин (провинция Ленстер). Рингсенд расположен около 2 километров от центра Дублина на южном бегегу реки Лиффи к востоку от реки Доддер. Южная часть моста Ист-линк упирается в Рингсенд.
Во второй трети XVIII века от Рингсенда к Дублинскому порту был сооружён 4-мильный волнорез Great South Wall, который на тот момент был самым длинным в мире.